# 雷岭镇
23°05′N 116°22′E / 23.083°N 116.367°E
雷岭镇是中国广东省汕头市潮南区所辖的一个镇，地处大南山南麓。全镇总面积65.8平方公里，共3.69万人口，下辖20个（村）居委会。是一个以荔枝为主的山区镇，也是广东省确认的革命老区镇。

## 行政区划
- 居民委员会：双老
- 行政村：东老、东新、南溪、仕可、茶园、旗北、洋坑、双新、鹅地、西坑、济美、店前、麻埔、东盘、赤坪、龟山、松林、霞厝、龙坑

## 交通
- 揭惠高速公路
- 235省道司神公路